# Certhionyx pectoralis
Certhionyx pectoralis é uma espécie de ave da família Meliphagidae.
É endémica da Austrália.
Os seus habitats naturais são: florestas secas tropicais ou subtropicais , florestas de mangal tropicais ou subtropicais e matagais mediterrânicos.